# Marfa Ridge

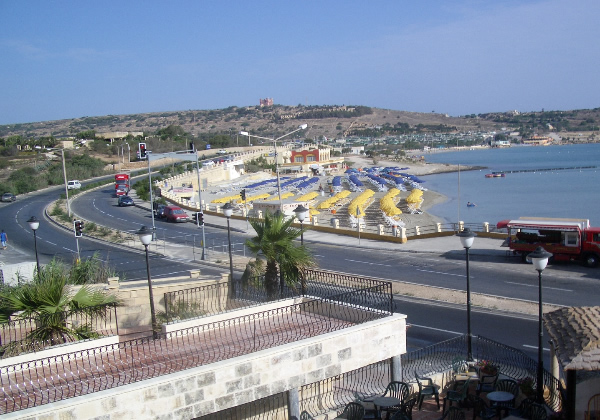
Blick von Mellieħa über den Strand der Mellieħa Bay zum Höhenzug der Marfa Ridge

Der Marfa Ridge ist ein Höhenzug im Nordwesten der Insel Malta. Er verläuft quer über eine Halbinsel, die durch die Senke von Il-Għadira vom Rest der Insel getrennt wird. Geologisch gesehen handelt es sich um eine Horst- und Grabenstruktur.
Der Wind und Wetter ausgesetzte Karstkamm des Höhenzuges liegt zum Teil 122 m über dem Meeresspiegel.
Das deutlich dünner als der größte Teil des ländlichen Malta besiedelte Gebiet der Halbinsel gehört zum Gemeindegebiet von Mellieħa, der nächsten größeren Siedlung. Die unbefestigten Gebiete der Inseln waren im Spätmittelalter und der frühen Neuzeit den Angriffen von Seeräubern schutzlos ausgeliefert, die die Bevölkerung in die Sklaverei verschleppten (siehe auch: Geschichte Maltas). Die ältesten Bauwerke auf der Marfa Ridge sind neben den Giren genannten Feldställen zwei Wachtürme. Einer ist das Fort St. Agatha (umgangssprachlich wegen der Bemalung Red Tower genannt), welches der Großmeister des Malteserordens Jean de Lascaris-Castellar von 1647 bis 1649 erbauen ließ.
Touristisch interessant ist vor allem die Lage an der Felsküste Maltas mit Stränden an der Ramla, der Paradise und der Armier Bay. Es gibt einzelne größere Hotels und an der Armier Bay eine vor allem von Maltesern genutzte Ferienhaussiedlung. Von Ċirkewwa im Westen der Halbinsel fährt die Autofähre nach Gozo ab. Außerdem starten von der Halbinsel Boote nach Comino, zudem gibt es diverse Tauchangebote. Aufgrund der vergleichsweisen Abgeschiedenheit ist die Marfa Ridge vom Massentourismus bisher weitgehend verschont geblieben. Erwähnenswert ist eine Madonnenstatue im Osten an der Küste der Mellieħa Bay und die erhaltenen Reste der Befestigungsanlagen an der Nordküste.
Südöstlich der Marfa Ridge liegen mit der Mellieħa Ridge und der Bajda Ridge zwei weitere Höhenrücken. Diese sind jedoch niedriger und weitaus weniger bekannt.
Koordinaten: 35° 59′ N, 14° 21′ O